# Skautská hymna
Skautská nebo též junácká hymna je hymna českých skautů. Vznikla jako píseň Junácká v roce 1912, hudbu složil Karel Kovařovic, text napsal František S. Procházka. Skauti ji zpívají při nástupech (na táboře obvykle na ranním nástupu, který zahajuje den) a jiných oficiálních událostech.

## Historie
Zakladatel českého skautingu, A. B. Svojsík, se při tvorbě knihy Základy junáctví obrátil na své přátele, spisovatele a básníka Františka S. Procházku a vedoucího tehdejší opery Národního divadla Karla Kovařovice, zda by ztvárnili hymnu budoucího hnutí. Výsledkem jejich činnosti byla vícehlasá píseň o pěti slokách. Pro běžný zpěv však byla příliš dlouhá, a proto se v hnutí prosadila varianta používající pouze první a poslední sloku. Tato varianta byla po zjednodušení melodie „pro zpěv neškolenými hlasy“ Jarmilem Burghauserem v roce 1945 schválena jako oficiální hymna Junáka.

## Znění

### Současná podoba
Junáci, vzhůru, volá den, 

luh květem kývá orosen. 

Sluníčko blankytem pílí, 

před námi pouť vede k cíli. 

Junáci, vzhůru, volá den, 

junáci, vzhůru, volá den!
Junáci, vzhůru, volá den: 

Buď připraven, buď připraven! 

V obraně dobra a krásy 

dožiješ vlasti své spásy. 

Junáci, vzhůru, volá den: 

Buď připraven, buď připraven!

### Odchylky
Hymna se šířila v novém hnutí živelně, v důsledku čehož došlo ke vzniku malých odchylek, které přetrvávají doposud:
- V tisku Základů junáctví bylo v druhém verši první sloky otištěno „bývá“ místo „kývá“. Autor textu toto sám v dopise Miloši Seifertovi označil za chybu, ale kvůli významnosti knihy tato odchylka přetrvává dodnes.[3]
- V třetím verši druhé sloky se často chybně zpívá „k obraně“ místo „v obraně“, což však nedává smysl; spekuluje se, že mohlo dojít ke kontaminaci starým pionýrským heslem.[1][3]